# 桑訥 (默勒-魯姆斯達爾郡)
桑訥（挪威語：Sande）是挪威默勒-魯姆斯達爾郡的市镇，行政中心位於拉什內斯。面积总计為93.24平方公里，2023年人口總計2,442人，人口密度為27.1人/平方公里。

## 一般信息
1867 年 1 月 1 日，桑德从赫勒伊自治市分离出来，成立为自治市。初始人口为 2,493 人。1873 年 1 月 1 日，桑德东部的一部分（有 362 名居民）被划回赫勒伊。1889 年 1 月 1 日，埃克松德地区和埃科岛（人口：119）被划归赫勒伊自治市。
1905 年 1 月 1 日，桑德东部地区分离出来，成立了罗夫德 ( Rovde)独立市。桑德只剩下 2,221 名居民。20 世纪 60 年代，由于Schei 委员会的工作，挪威各地发生了许多市镇合并。1964 年 1 月 1 日，罗夫德市北部（人口：562）加上 Gurskedalen 山谷的三个农场（人口：25）重新与桑德合并（罗夫德南部与Vanylven 市合并）。新的桑德市有 3,465 名居民。2002 年 1 月 1 日，大陆上的Åram地区（人口：380）从桑德转移到Vanylven 市。

### 姓名
该市（最初为教区）以古老的桑德农场（古挪威语：Sandr ）命名，因为第一座桑德教堂建于此。该名称来自sandr一词，意为“沙子”或“沙滩”。1892 年之前，该名称写作Sandø。

### 徽章
1987 年 10 月 23 日，市政府授予了国徽。官方纹章为“天蓝色，银色线浮标” （挪威语： På blå grunn ei sølv linebøye）。这意味着国徽背景为蓝色，浮标为线浮标。线浮标带有银色，因此通常为白色，但如果由金属制成，则使用银色。背景中的蓝色象征着海洋的重要性。之所以选择这个符号，是因为历史上渔民在岛屿市镇周围的海洋和峡湾中使用过它。国徽由 Jarle Skuseth 设计，他以 Helge Kragseth 的想法为基础。市旗的设计与国徽相同。

### 教堂
挪威教会在桑德市内有两个教区 ( sokn )。它是莫勒教区Søre Sunnmøre prosti (教区)的一部分。

## 地理
桑德岛由多座岛屿组成，包括Sandsøya 岛、Kvamsøya 岛、Voksa 岛、Riste 岛和Gurskøya 岛的一部分（与邻近的 Herøy 岛共享）。该岛屿市镇位于Rovdefjorden岛以北和Vanylvsfjorden岛以东。Haugsholmen灯塔位于该市镇的西南部。

## 政府
桑德市政府负责小学教育（至 10 年级）、门诊医疗服务、老年人服务、福利和其他社会服务、分区规划、经济发展以及市政道路和公用事业。该市由直接选举产生的代表组成的市议会管理。市长由市议会投票间接选举产生。该市由默勒-鲁姆斯达尔地区法院和弗罗斯塔廷上诉法院管辖。

## 画廊

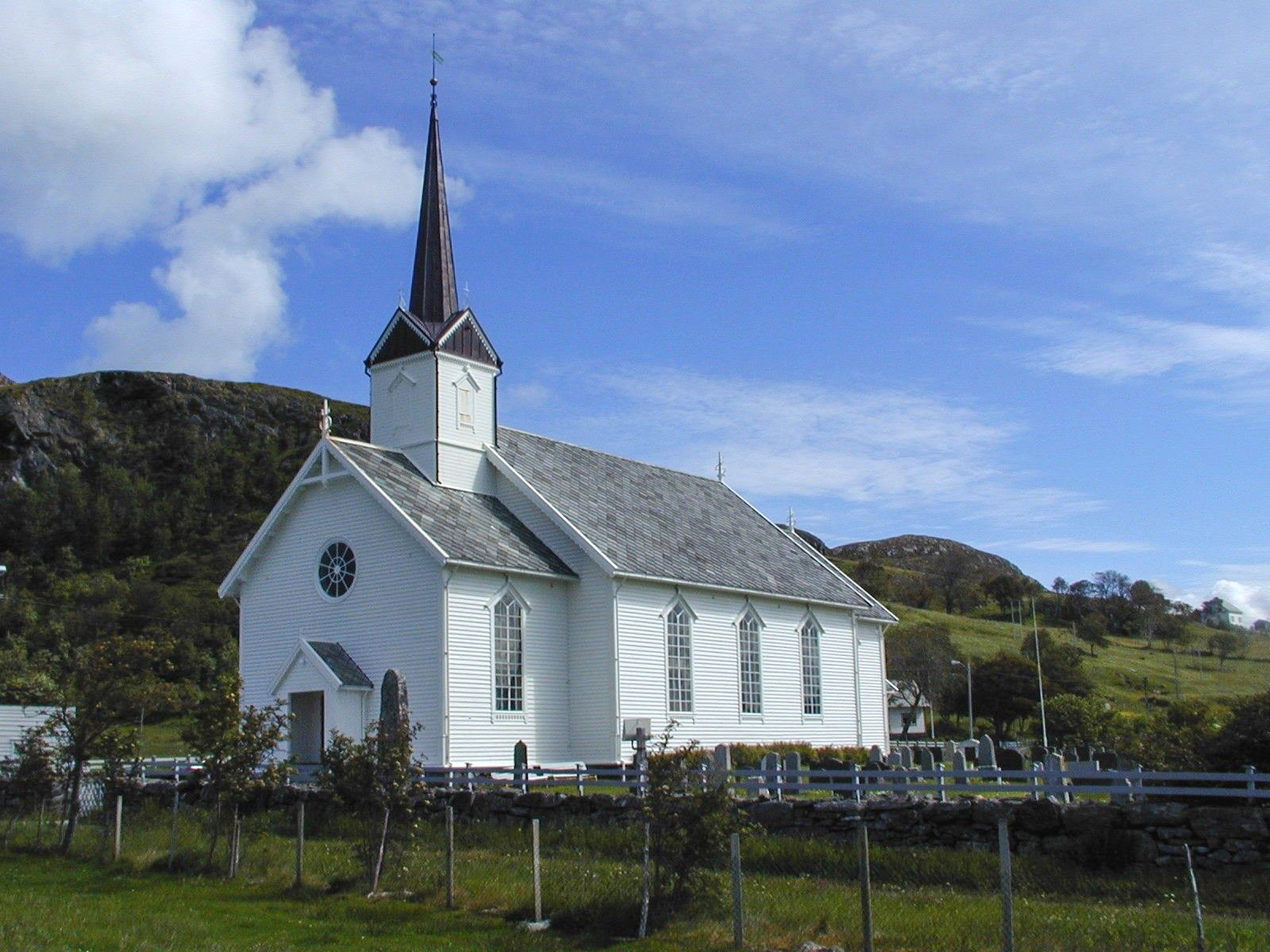
莫勒和鲁姆斯达尔的桑德教堂

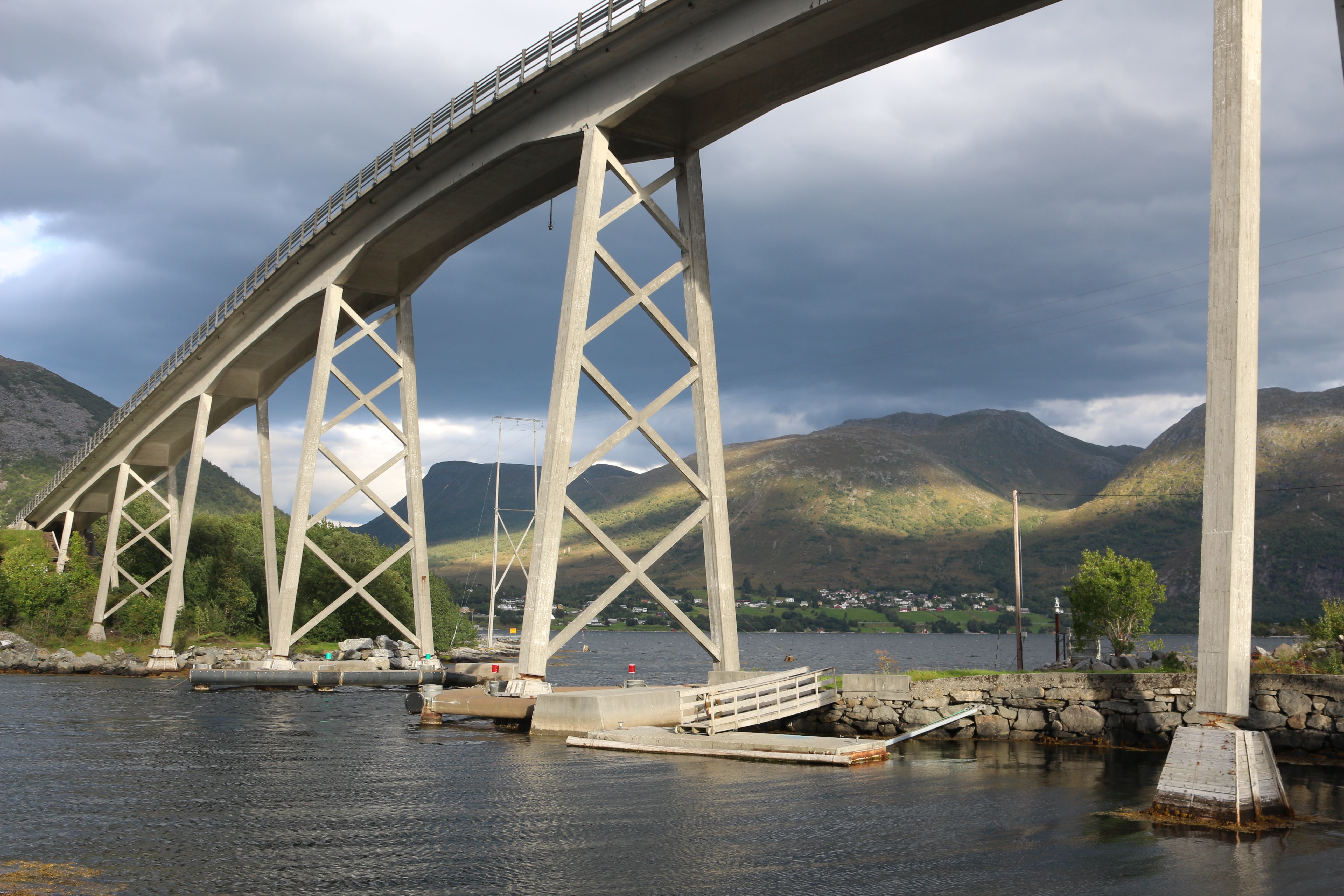
Dragsundbrua 南入口

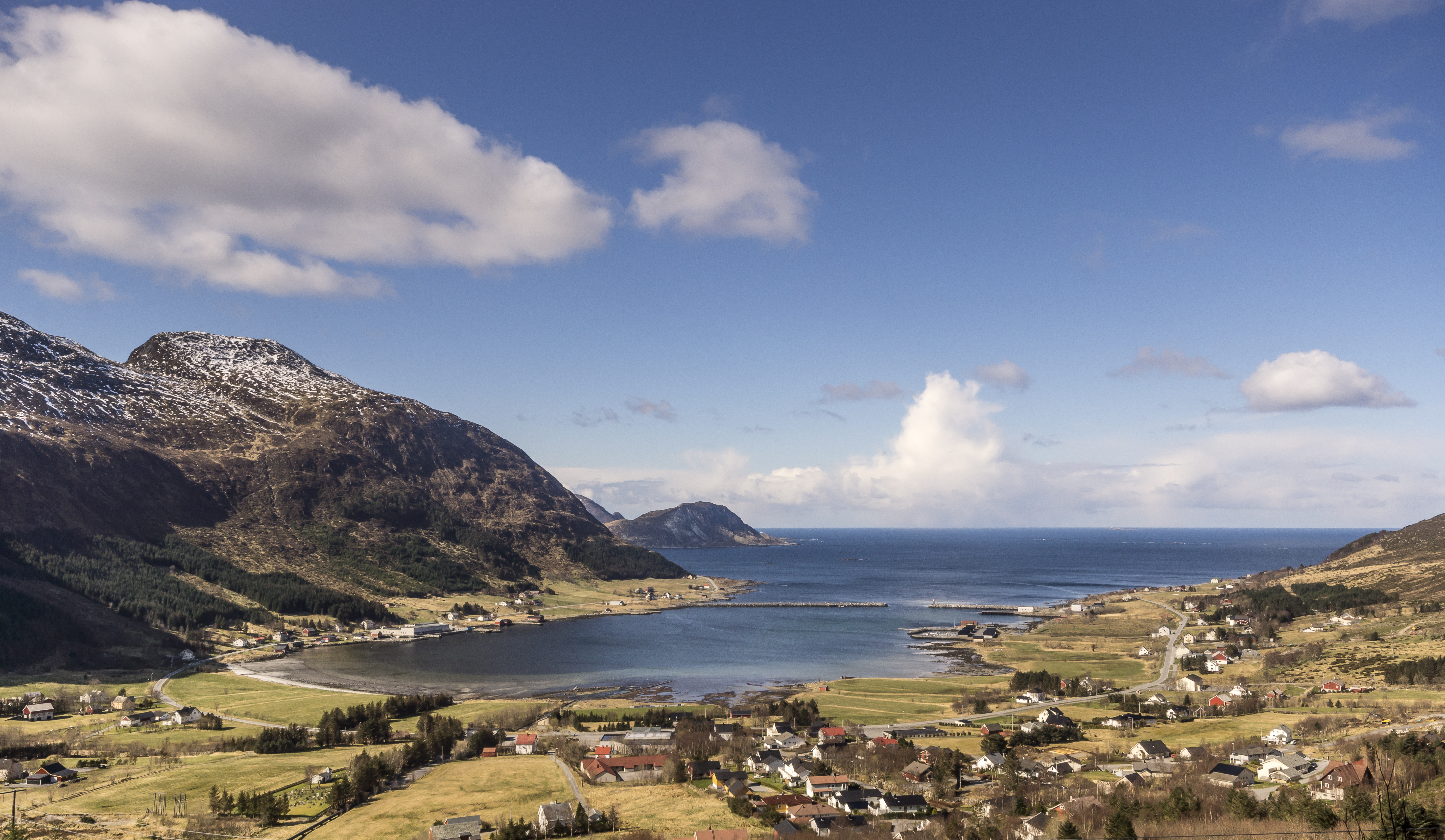
耶尔德斯维卡